# Henri de France
Henri Georges de France (* 7. September 1911 in Paris; † 29. April 1986 in Paris) war ein französischer Ingenieur und Fernsehpionier.

## Schwarzweiß-Fernsehen
Henri de France gründete am 6. Dezember 1931 die Compagnie Générale de Télévision in Le Havre und stellte dabei ein funktionsfähiges 60-Zeilen-Fernsehsystem vor. Im Februar 1932 gelang ihm eine Fernübertragung bewegter Bilder: Vom nahegelegenen Sender Fécamp aus sendete er 38-zeilige Bilder auf Mittelwelle, die 500 km weit zu empfangen waren. Im Oktober 1932 bot das System Henri de France dann 120 Zeilen Auflösung, die nun auf 30 MHz, am oberen Ende des Kurzwellenbereichs, gesendet wurden und infolgedessen nicht mehr so weit reichten. 1936 ging de France zur Firma Cahen, bei der er zunächst noch seine 120-Zeilen-Bilder sendete. Im Labor experimentierte er aber schon mit 405 Zeilen auf einem 21 × 24 cm großen Bildschirm, aus denen dann der französische Vorkriegs-Standard mit 455 Zeilen entstand.

## Hochauflösendes Fernsehen
Ab etwa 1940 arbeitet de France an einem hochauflösenden Fernsehsystem, welches die damaligen Standards von 405, 441 oder 455 Zeilen deutlich überbieten sollte, wozu er sich ins noch unbesetzte Lyon begab. In der Monatszeitschrift T.S.F. pour nous, einem Magazin für professionelle Radiotechnik, Ausgabe August 1942, stellte er ein Fernsehsystem mit 767 Zeilen vor. Bis 1947 entwickelte er es schließlich zu jenem 819-Zeilen-System weiter, das 1949 in Frankreich eingeführt wurde.

## Farbfernsehen
Im Jahre 1954 wurde das NTSC-Farbfernsehen in den USA eingeführt. Um den entscheidenden Nachteil von NTSC, die Farbveränderungen auf dem Übertragungsweg, zu eliminieren, entwickelte de France darauf basierend ein neues System (SECAM), dessen Patent er am 25. Mai 1956 in Frankreich einreichte. 1959 wurde SECAM offiziell vorgestellt, und am 1. Oktober 1967 begann der Sendebetrieb in Farbe auf dem erst 1964 aus der Taufe gehobenen zweiten französischen Fernsehkanal (heute France 2).
Außer an der Fernsehtechnik arbeitete Henri de France auch an der Radartechnik.

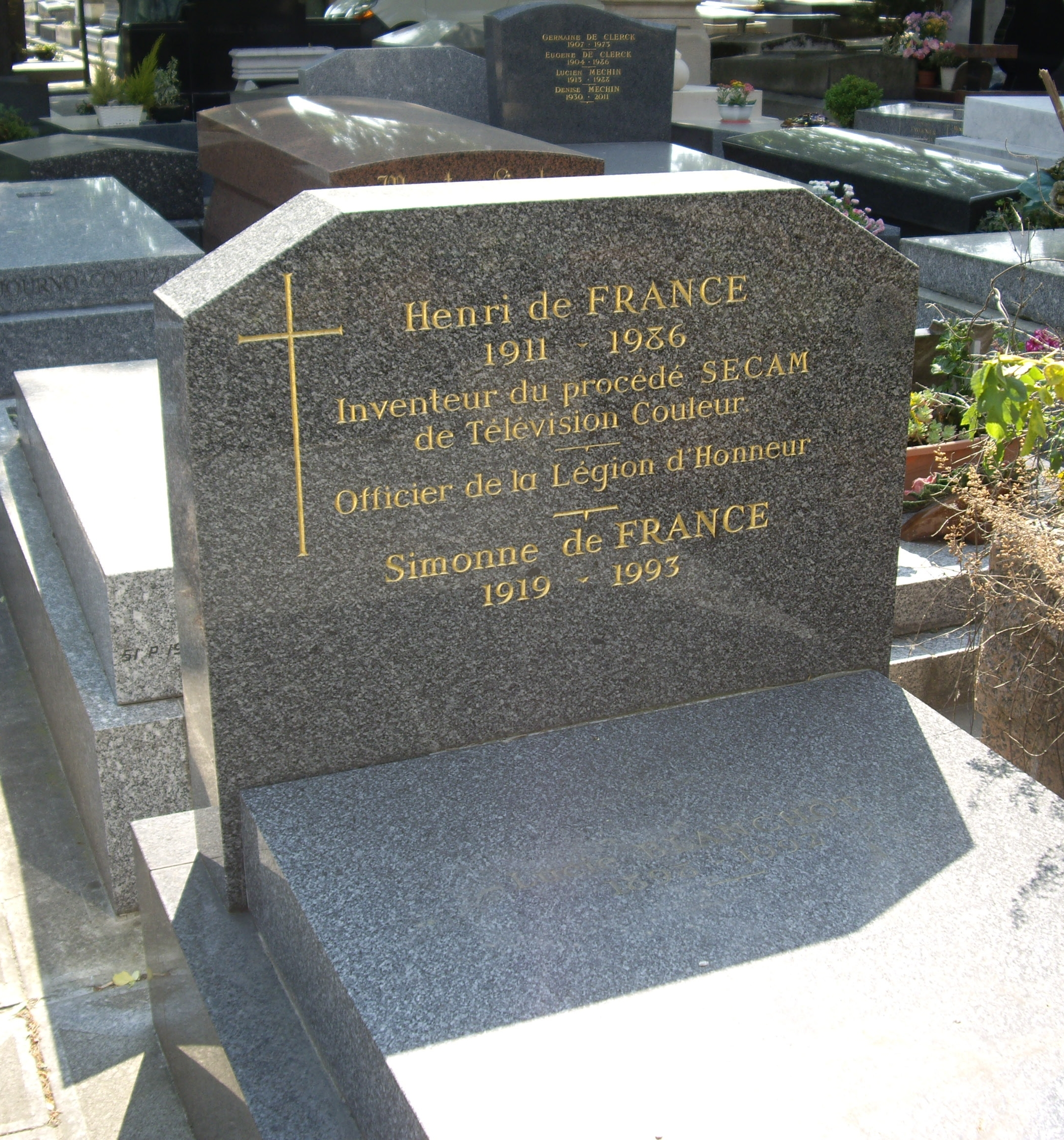
Grab von Henri de France

## Tod
Henri de France starb im Alter von 74 Jahren in seiner Geburtsstadt Paris. Er wurde auf dem Pariser Cimetière du Montparnasse (15. Division) beigesetzt. Am Hauptsitz von France Télévisions im 15. Arrondissement der Hauptstadt wurde am 5. Dezember 1996 der Platz Esplanade Henri de France der Öffentlichkeit übergeben.

## Auszeichnungen
- Médaille de la Résistance
- Offizier der Ehrenlegion